# Ocnogyna mutata
Ocnogyna mutata är en fjärilsart som beskrevs av Turati. Ocnogyna mutata ingår i släktet Ocnogyna och familjen björnspinnare. Inga underarter finns listade i Catalogue of Life.